# Зиморович, Шимон

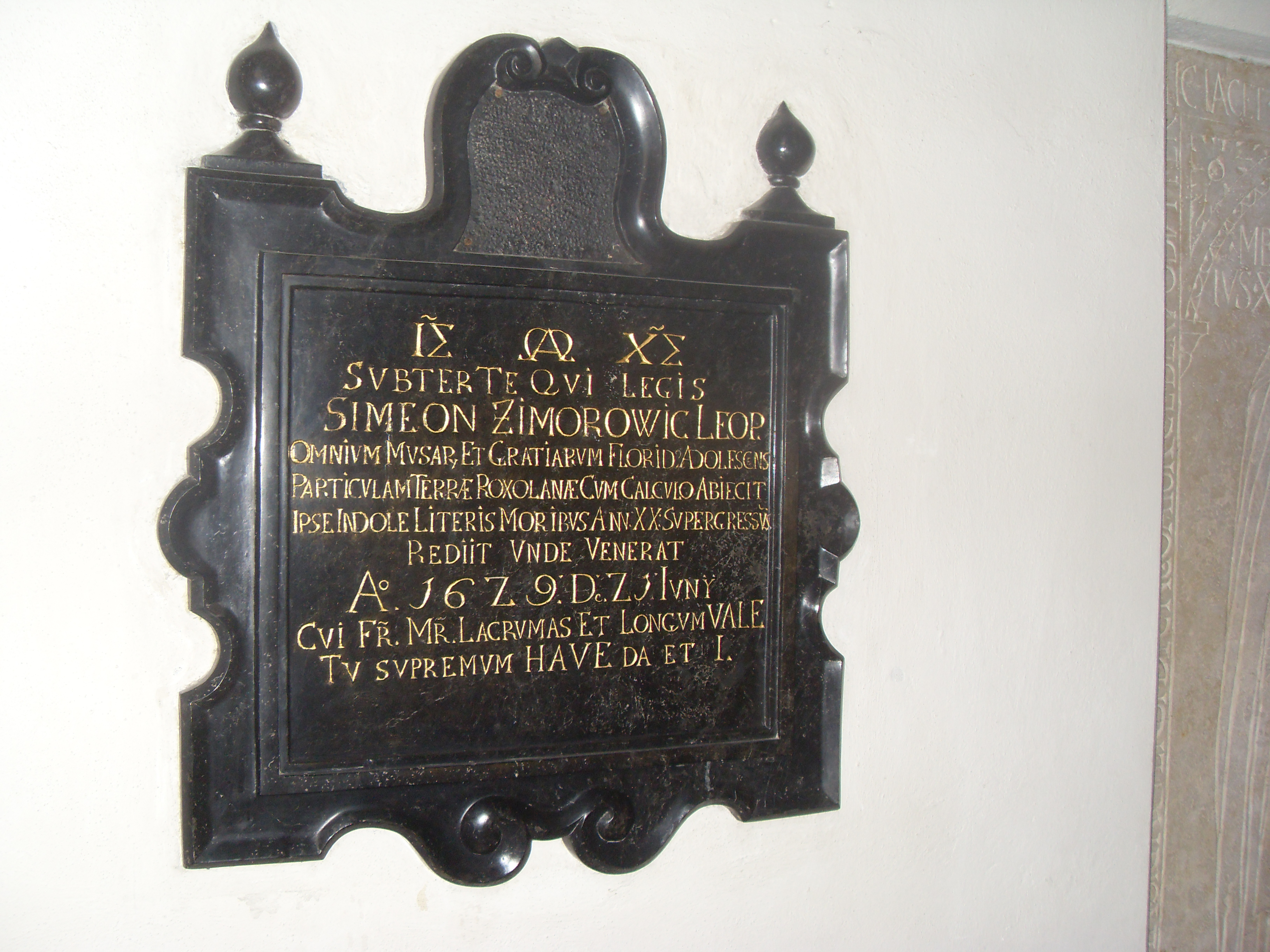
Эпитафия Шимону в краковском костёле

Шимон Зиморович (пол. Szymon Zimorowic; 1608 (в некоторых источниках 1604 и 1609), Львов — 21 июня 1629, Краков) — польский поэт армянского происхождения. Один из крупнейших поэтов Польши. Основоположник реализма в польской литературе. Снискал своей поэзией на латинском языке европейскую известность; на родине получил имя «польского Пиндара».

## Биография
Родился в львовской мещанской семье. Его отец был мастером-каменщиком по имени Шимон Озимек. Шимон первоначально также носил эту фамилию, но позже поменял её (Зиморович звучало благороднее). О его жизни почти ничего не известно.
Биография Зиморовича-младшего известна в основном из стихотворений Зиморовича-старшего (Юзефа), в которых тот постоянно упоминается как умирающий юноша, остатки сил посвятивший поэзии, и по эпитафии на могильной плите, сохранившейся в одном из соборов Кракова (отсюда устанавливается дата смерти).
Образование получил в родном городе Львове, учился в кафедральной школе при костеле. Затем занимал незначительную должность в городском суде.
Последний год жизни провел в Кракове. Сегодня известно, что Зиморович отправился в Краков, чтобы вылечиться от сифилиса. Слабого здоровьем молодого поэта окончательно добило популярное в то время лечение этого заболевания ртутью. Умер Ш. Зиморович в 1629 году и похоронен в Доминиканском костеле в Кракове.

## Творчество
Автор цикла из 69 буколических песен «Роксоланки» (пол. «Roksolanki, to jest ruskie panny»), в которых отразилась и реальная народная жизнь. Цикл написан по поводу свадьбы старшего брата Юзефа, состоявшейся в 1629 г. Цикл был опубликован спустя четверть века после смерти Шимона, в 1654 г., его братом Юзефом Бартоломеем. В 1662—1663 Зиморович-старший опубликовал от имени брата вторую книгу стихотворений и перевод из древнегреческого буколического поэта Мосха (пол. «Moschus polski, z greckiego na wiersz polski przełożony»; не сохранился), однако эта вторая книга точно написана не Шимоном, поскольку в ней упоминаются многочисленные события, имевшие место после его смерти. Это вызвало сомнения и в авторстве первой книги, однако совершенно убедительных доказательств того, что «Роксоланки» также написаны не Шимоном Зиморовичем, а Юзефом Бартломеем Зиморовичем, пока не предложено.

### Издания
- Sz. Zimorowic, Roksolanki, oprac. L. Kukulski, Warszawa 1981.
- Sz. Zimorowic, Roksolanki, oprac. L. Ślękowa, Wrocław 1983, „Biblioteka Narodowa” I 73, wyd. 2 zm.
- Sz. Zimorowic, Roksolanki to jest ruskie panny, wyd. R. Grześkowiak, Warszawa 1999, „Biblioteka Pisarzy Staropolskich” 13.

### Критика и исследования
- S. Adamczewski, Oblicze poetyckie Bartłomieja Zimorowicza, Warszawa 1928, s. 148-176.
- K. Płachcińska, Logika układu (ze studiów nad „Roksolankami” Szymona Zimorowica), [w:] Wśród zagadnień polskiej literatury barokowej, t. 1: Światopogląd, genologia, topika, red. Z. J. Nowak, Katowice 1980, s. 92-106.
- L. Ślęk, „Roksolanki” Szymona Zimorowica a renesansowy klasycyzm. (Liryka Jana Kochanowskiego jako tradycja), [w:] Jan Kochanowski i epoka renesansu. W 450 rocznicę urodzin poety 1530-1980, pod red. T. Michałowskiej, Warszawa 1984, s. 365-380.
- C. Backvis, Le songe de Bineda, „Slavica Gandensia”, 13 (1986), s. 237-248 (przekład polski M. Bogusławskiej w: C. Backvis, Renesans i barok w Polsce. Studia o kulturze, pod red. H. Dziechcińskiej, E. J. Głębickiej, Warszawa 1993, s. 112-128).
- L. Marinelli, The Dream of Love. “Medieval” Elements in Szymon Zimorowicz’s “Roksolanki”. I. Versification. “Richerche Slavistiche” 37 (1990), s. 217-235.
- P. Stępień, Szymon Zimorowic (1608 lub 1609 – 1629): „żyć wiecznie”, [w:] tegoż, Poeta barokowy wobec przemijania i śmierci. Hieronim Morsztyn, Szymon Zimorowic, Jan Andrzej Morsztyn, Warszawa 1996, s. 45-102.